# Videnssamfund
Vidensamfund, begreb, der bruges oftere og oftere[kilde mangler] (både i samfundsvidenskabelige og politiske sammenhænge) som betegnelse for den samfundsform, der gradvist afløser industrisamfundet i sidste halvdel af det 20. århundrede. Begrebet, der oprindelig er udviklet i 1960'erne og 1970'erne af liberale amerikanske sociologer og managementteoretikere (især Peter F. Drucker, men også bl.a. Daniel Bell og Alvin Toffler kan nævnes her), refererer til et samfund, hvor hovedparten af arbejdsstyrken er beskæftiget i den tertiære sektor (service og anden immateriel produktion), og hvor viden er den vigtigste ressource eller produktivkraft.
I slutningen af 1990'erne udgav den spansk-amerikanske sociolog Manuel Castells trebindsværket The Information Age, der i dag, især indenfor akademiske eller samfundsvidenskabelige kredse, anses for at være det hidtidige hovedværk om vidensamfundet. Castells benytter imidlertid primært termen det informationelle samfund (eng. informational society) eller informationel kapitalisme. 
I tilgift til disse af Castells indførte termer er vidensamfundsbegrebet nært beslægtet med begreber som informationsamfund, det postindustrielle samfund, IT-samfundet, det digitale samfund og det kreative samfund. Trods de terminologiske forskelle er substansen i de bagvedliggende teorikonstruktioner stort set identisk.

## Teknologistisk tese
Teorien om vidensamfundet – som man finder den hos folk som Drucker, Castells, Bell og Richard Florida – er typisk teknologistisk. Den grundlæggende antagelse er, at den teknologiske udvikling (udviklingen af især ny naturvidenskabelig viden og dennes omsættelse i teknikker af forskelig slags) driver den sociale, økonomiske og kulturelle udvikling snarere end omvendt. Radikale ændringer i et samfunds teknologi – f.eks. opfindelsen af den mekaniske naturvidenskab og den hertil knyttede udvikling af maskinel teknik (dampmaskinen m.m.) – fører til radikale ændringer i samfundets øvrige organisation: Nye strukturer, nye produktionsmåder, nye arbejdsmåder, nye verdensanskuelser, nye samlivsformer, nye værdier og forestillinger etc. I forbindelse med teorien om videnssamfundet er det generelt udviklingen af den digitale informationsteknologi, der antages at have udløst eller på anden måde igangsat overgangen til videnssamfundet.
En central tese i teorien om videnssamfundet (der går igen i de mere populære forestillinger om dette samfund) er derfor også, at opfindelsen og introduktionen af informationsteknologi ændrer hele samfundet grundlæggende. Blandt disse afledte ændringer nævnes ofte især følgende: Overgangen fra hierarkiske organisationsstrukturer til mere fleksible, netværksorienterede; ændringer i arbejdet fra fremmedstyret samlebåndsarbejde (eller rutinepræget kontorarbejde) til selvstyret, kreativt og udviklende vidensarbejde; overgangen fra kollektive, klassebestemte identitetsformer til en gennemindividualiseret identitetsdannelse; og ændringer i politikken fra fordelingspolitik til værdi-, livs- og identitetspolitik. 

## Kapitalisme
Et centralt element i teorien/forestillingen om videnssamfundet er, at dette samfund – i kraft af de ovenfor beskrevne ændringer – er hinsides klassesamfundet og dermed klassekampen. I nogle tilfælde, f.eks. hos Peter F. Drucker, tillige hinsides kapitalismen. De, der bruger begrebet, hævder derfor typisk også, at traditionelt venstreorienterede samfundsopfattelser (som marxismen) og ideologier og utopiforestillinger (som socialisme og kommunisme) mister deres gyldighed i videnssamfundet. Disse, antages det, opstod med industrisamfundet (omkring 1800). Og de dør med det. 
Af denne og andre grunde har flere venstrefløjsteoretikere (blandt andre Christpoher May, Frank Webster og Alex Callinicos) hævdet, at teorien – på trods af dens eget neutralitetspostulat – er grundlæggende politisk (læs: liberal eller nyliberal). Der er ikke tale om en beskrivelse af det nuværende samfund, men en slags ideologi, der skal bruges i højres kamp imod venstre. Påstanden er så videre, at samfundet, trods væsentlige ændringer, stadigvæk udgør et kapitalistisk samfund, hvor hovedkonflikten er klassekonflikten mellem ejere af produktionsmidlerne på den ene side og lønarbejderne på den anden. Venstrefløjens traditionelle begreber, er konklusionen således, er stadigvæk gyldige.

## "Vidensmarxisme"
Siden 1990'erne har en gruppe især franske og italienske marxister forsøgt at udarbejde et andet svar på videnssamfundet. Kendetegnede for dette svar er, at man, i modsætning til de førnævnte venstrefløjsteoretikere, holder fast i tesen om, at samfundet har bevæget sig ud af den industrielle æra og ind i en ny, der er fundamentalt anderledes end den foregående. I modsætning til hvad videnssamfundsteoretikerne (Drucker, Bell, Florida m.fl.) hævder, indebærer det imidlertid ikke, at vi har bevæget os ind i en konfliktløs paradiskapitalisme. Og det indebærer slet ikke, at samfundet har bevæget sig hinsides kapitalismen. Det indebærer alene, at vi er trådt ind i en ny fase i kapitalismen, en ny slags kapitalisme, der bl.a. omtales som postfordistisk kapitalisme, postmoderne kapitalisme, kognitiv kapitalisme eller videnskapitalisme. Udfordringen er så at forstå den form, som udbytningen, ufriheden og klasseantagonismen antager i denne opgraderede kapitalisme. 
Blandt de teoretikere, der arbejder på at udvikle en sådan "vidensmarxisme" (en marxisme, der er på højde med vidensalderen), kan bl.a. nævnes: Antonio Negri, Paolo Virno, Yann Moulier-Boutang og André Gorz. Hvordan disse teoretikere besvarer førnævnte udfordring varierer. Eksempelvis forsøger Negri at bringe klassekampen ind i videnssamfundet ved at tale om en kamp mellem kapitalen og den sociale arbejder (senere mulitituden eller mængden), hvor det, der er på spil, bl.a. er kampen om kontrollen over produktionen af viden og kommunikation. André Gorz, der allerede i 1980'erne opgav klassebegrebet (og dermed ideen om klassekamp, i hvert fald i ordets klassiske forstand) hælder mere til en fortolkning, ifølge hvilken hovedkonflikten udspiller sig mellem de kræfter, der vil varegøre og privatisere viden og så de kræfter, der ønsker, at viden skal være en fælles ressource frit tilgængelig for alle.